# بينيت سالفاتوري
بينيت سالفاتوري (بالإنجليزية: Bennett Salvatore)‏ هو حكم أمريكي، ولد في 9 يناير 1950 في ستامفورد في الولايات المتحدة.